# St. Joseph Monastery (St. Marys)
Das St. Joseph Monastery (deutsch: St. Josephskloster) war ein US-amerikanisches Benediktinerinnenkloster in St. Marys in Pennsylvania.

## Geschichte
Das Kloster wurde 1852 von Mutter Benedicta Riepp zusammen mit zwei Begleiterinnen aus dem bayerischen Kloster St. Walburg gegründet. Sie waren der Einladung von Bonifaz Wimmer gefolgt, sich der deutschen Siedler in Pennsylvania anzunehmen.
Von hier aus wurden weitere Benediktinerinnenklöster gegründet. Das Kloster St. Joseph wurde zum Mutterkloster der 1922 gegründeten Kongregation der hl. Scholastica (Federation of St. Scholastica).
Im Januar 2014 wurde bekannt gegeben, dass die 17 Schwestern die Auflösung des Klosters beschlossen hatten. Die Schwestern im Alter zwischen 58 und 91 Jahren wurden auf andere Klöster verteilt.